# Росьцишево (гміна)
Гміна Росьцишево (пол. Gmina Rościszewo) — сільська гміна у центральній Польщі. Належить до Серпецького повіту Мазовецького воєводства.
Станом на 31 грудня 2011 у гміні проживало 4277 осіб.

## Площа
Згідно з даними за 2007 рік площа гміни становила 115.08 км², у тому числі:
- орні землі: 81.00%
- ліси: 11.00%

Таким чином, площа гміни становить 13.49% площі повіту.

## Населення
Станом на 31 грудня 2011:
| Опис     | Загалом | Загалом | Чоловіки | Чоловіки | Жінки | Жінки |
| -------- | ------- | ------- | -------- | -------- | ----- | ----- |
| одиниця  | осіб    | %       | осіб     | %        | осіб  | %     |
| все      | 4277    | 100     | 2143     | 50.11    | 2134  | 49.89 |
| міське   | 0       | 100     | 0        |          | 0     |       |
| сільське | 4277    | 100     | 2143     | 50.11    | 2134  | 49.89 |

## Сусідні гміни
Гміна Росьцишево межує з такими гмінами: Бежунь, Завідз, Лютоцин, Серпць, Серпць, Скрвільно, Щутово.